# Kwamina (schrijver)
Kwamina, pseudoniem van A. Lionarons (hoogstwaarschijnlijk Alexander Lionarons (?Paramaribo, 3 mei 1827 - ?, ca. 1913) was een Surinaams schrijver en onderwijzer.
Lionarons kwam voort uit een geslacht van Sefardische Joden die in 1654 vanuit Brazilië naar Suriname kwamen. Hij werkte als onderwijzer te Paramaribo. Onder de naam Kwamina publiceerde hij de eerste twee Surinaamse romans, beiden met historische stof ontleend aan de 19de eeuw. Jetta: schetsen en beelden uit een vreemd land (1869) was een verhaal dat zich tegen een actuele achtergrond afspeelde: het verval van de plantages, de oriëntatie op een ander economisch stelsel, de opkomst van een ander type kolonist dat zich minder aanpaste en eerder repatrieerde. Nanni of Vruchten van het Vooroordeel (1881) is een verhaal vol liefdesintriges rond een welvarende mulattin in de bovenlaag van de koloniale maatschappij. Onder de naam Kwamina verscheen voorts de schets `Paramaribo (Hoofdstad van de Kolonie Suriname)' in het tijdschrift Eigen Haard van 1913.

## Over Kwamina
- Michiel van Kempen, Een geschiedenis van de Surinaamse literatuur, Breda: De Geus, 2003, dl. I, pp. 373-377.
- Bij de Aukaners is Kwamina de naam van een op dinsdag geboren meisje. Zie Akan-voornamen.